# Mecklenburg-Strelitz (huyện)
Mecklenburg-Strelitz là một huyện cũ ở phía nam của Mecklenburg-Vorpommern, Đức. Các huyện giáp ranh là (từ phía bắc theo chiều kim đồng hồ) Mecklenburgische Seenplatte (trước thuộc Demmin), Ostvorpommern Uecker-Randow, các huyện Uckermark, Oberhavel và Ostprignitz-Ruppin ở Brandenburg, và huyện Müritz. Thành phố không thuộc huyện Neubrandenburg gần như bị bao quanh bởi huyện này.

## Địa lý
Huyện Mecklenburg-Strelitz nằm ở phía đông khu vực hồ Müritz và vườn quốc gia Müritz. Có một số hồ nhỏ và đầm lầy ở phía nam và tây của huyện.

## Lịch sử
Huyện được lập thông qua việc sáp nhập the three huyện trước đó Neubrandenburg, Neustrelitz and Strasburg vào năm 1994.
Tháng 9 năm 2011, huyện được sáp nhập vào huyện mới Mecklenburgische Seenplatte.

## Thị xã và đô thị
| Thị xã không thuộc Amt | Đô thị không thuộc Amt       |
| ---------------------- | ---------------------------- |
| 1. Neustrelitz         | 1. Feldberger Seenlandschaft |

| Ämter | Ämter | Ämter |
| --- | --- | --- |
| - 1. Friedland 1. Datzetal 2. Eichhorst 3. Friedland1, 2 4. Galenbeck 5. Genzkow 6. Glienke - 2. Mecklenburgische Kleinseenplatte 1. Mirow1, 2 2. Priepert 3. Roggentin 4. Wesenberg2 5. Wustrow | - 3. Neustrelitz-Land (seat: Neustrelitz) 1. Blankensee 2. Blumenholz 3. Carpin 4. Godendorf 5. Grünow 6. Hohenzieritz 7. Klein Vielen 8. Kratzeburg 9. Möllenbeck 10. Userin 11. Wokuhl-Dabelow - 4. Neverin 1. Beseritz 2. Blankenhof 3. Brunn 4. Neddemin 5. Neuenkirchen 6. Neverin1 7. Sponholz 8. Staven 9. Trollenhagen 10. Woggersin 11. Wulkenzin 12. Zirzow | - 5. Stargarder Land 1. Burg Stargard1, 2 2. Cammin 3. Cölpin 4. Groß Nemerow 5. Holldorf 6. Lindetal 7. Pragsdorf 8. Teschendorf - 6. Woldegk 1. Groß Miltzow 2. Helpt 3. Kublank 4. Mildenitz 5. Neetzka 6. Petersdorf 7. Schönbeck 8. Schönhausen 9. Voigtsdorf 10. Woldegk1, 2 |
| 1thủ phủ của Amt; 2thị xã | | |